# Saint-André-de-Cruzières
Saint-André-de-Cruzières – miejscowość i gmina we Francji, w regionie Owernia-Rodan-Alpy, w departamencie Ardèche.
Według danych na rok 1990 gminę zamieszkiwały 383 osoby, a gęstość zaludnienia wynosiła 19 osób/km² (wśród 2880 gmin regionu Rodan-Alpy Saint-André-de-Cruzières plasuje się na 1249. miejscu pod względem liczby ludności, natomiast pod względem powierzchni na miejscu 497.).

## Populacja

Populacja Saint-André-de-Cruzières w latach 1962-2008